# Dark Project 2 : L'Âge de métal
Pour les articles homonymes, voir Thief.
Dark Project 2 : L'Âge de métal (en anglais : Thief 2: The Metal Age) est un jeu vidéo d'infiltration à la première personne développé par Looking Glass Studios et publié par Eidos Interactive le 21 mars 2000 sur PC. Comme son prédécesseur Dark Project : La Guilde des voleurs, le jeu se déroule dans un univers médiéval et steampunk dans lequel le joueur incarne un voleur nommé Garrett. Celui-ci accomplit des missions variées, allant du cambriolage à la filature, et se retrouve plongé dans les intrigues d'une secte aux projets néfastes.
Dark Project 2 est conçu pour répondre aux commentaires des joueurs du premier opus. Il met davantage l'emphase sur l'infiltration en milieu urbain et les adversaires humains, avec moins de niveaux souterrains labyrinthiques remplis de monstres. Il est construit avec le Dark Engine, le même moteur de jeu que le premier Dark Project et System Shock 2. Le développement du jeu est marqué par les difficultés financières de Looking Glass, qui n'est maintenu à flot que par les avances accordées par Eidos.
À sa sortie, le jeu est très bien accueilli par la critique et il se vend mieux que son prédécesseur, mais les bénéfices n'arrivent pas assez vite pour sauver Looking Glass : le studio ferme ses portes en mai 2000, alors qu'il travaillait déjà sur un troisième volet. Eidos rachète les droits sur la propriété intellectuelle de la série et confie le développement du troisième jeu à Ion Storm. Dark Project: Deadly Shadows est publié en 2004. Dix ans plus tard sort Thief un reboot développé par Eidos Montréal.

## Trame

### Univers
Dark Project 2 se déroule dans le même cadre que Dark Project : La Guilde des voleurs : une ville sans nom d'inspiration steampunk, rappelant par certains aspects les villes du Moyen Âge et par d'autres celles de l'époque victorienne. Dans cet univers, la magie cohabite avec une forme de technologie fondée sur la machine à vapeur. Trois grandes factions s'opposent : les Marteleurs, une religion organisée autour de la technologie ; les Païens, qui vivent en harmonie avec la nature ; et les Gardiens, qui manipulent les événements dans l'ombre.
Les événements de Dark Project 2 débutent un an après la fin de Dark Project. Un schisme au sein des Marteleurs a donné naissance à une nouvelle secte, les Mécanistes, qui poussent jusqu'à l'obsession le désir de progrès. La police de la Cité fait appel à la technologie mécaniste pour réprimer impitoyablement toute forme de criminalité. Les païens, après avoir vu leurs plans déjoués dans Dark Project, ont battu en retraite hors de la ville et mènent une guérilla contre les Mécanistes.

### Personnages
Le cynique Garrett, ancien apprenti des Gardiens devenu voleur hors pair, est à nouveau le protagoniste de Dark Project 2. Un autre personnage fait son retour : Viktoria, l'ancienne alliée du dieu des Païens. Garrett est aux prises avec de nouveaux adversaires : le shérif Gorman Truart, qui cherche à éradiquer les criminels de la Cité, et le père Karras, le chef fanatique des Mécanistes.

### Scénario
Peu après les événements du premier opus, Garrett se voit confier une mission par Basso le Boxeur, qu'il a pu éventuellement sauver auparavant. Celui-ci souhaite se marier avec Guenièvre, une servante de Dame Rumford qui reste séquestrée toutes les nuits dans sa chambre. Garrett infiltre le manoir de Dame Rumford, et prépare l'évasion de Guenièvre en neutralisant les gardes sur le chemin, afin que Basso puisse venir crocheter en sécurité et s'enfuir avec sa bien-aimée.
À cause de l'efficacité du nouveau sheriff Gordon Truart qui écume les bas-fonds de la ville, Garrett est obligé d'effectuer de vulgaires cambriolages dans la zone de fret pour payer son loyer, où il est témoin de la métamorphose de la ville : celle-ci semble être prise sous le joug de la secte des Mécanistes, une branche dissidente des Marteleurs qui tentent de les supplanter, grâce à l'évolution de leur machinerie. Les Gardiens invitent Garrett à écouter la prophétie de l'« Âge de métal ». Le maître-voleur apprend par ailleurs que le sheriff en a personnellement après lui.
Contacté par un agent double, Garrett est chargé d'infiltrer le relais de Shoalsgate, un poste de garde, pour voler des preuves, tout en semant des indices pour accuser le Lieutenant Hagen, l'un des bras droits de Truart. Lorsqu'il retrouve son commanditaire dans une taverne, ce dernier le trahit à son tour en prévenant la garde de la cité. Garrett réussit à s'enfuir, récupère ses affaires dans sa planque avant d'en chercher une nouvelle aux abords de la cité.
Assuré de l'implication du chef des Mécanistes, Lord Karras, Garrett infiltre une église mécaniste pour surprendre une conversation entre Karras et le sheriff Truart : celui-ci fournit des mendiants, voleurs ou des prostituées à Karras qui les utilise comme cobayes pour ses expériences. Afin de garder un moyen de pression contre Truart, la rencontre est enregistrée sur un rouleau de cuivre puis envoyée dans un coffre-fort de la Première Banque Urbaine. Garrett subtilise la clé du coffre-fort et en fait un double. Il pénètre dans la Première Banque urbaine, modernisée et équipée de systèmes modernes de surveillance fournis par les Mécanistes, récupère la conversation et se dirige vers le manoir de Truart pour le confondre et avoir une explication sur pourquoi il est persécuté. Malheureusement, le sheriff Truart a été sauvagement assassiné. Des preuves mènent Garrett au deuxième Lieutenant de Truart, Mosley.
Garrett prend le lieutenant Mosley en filature alors qu'elle semble se promener la nuit dans la Cité. Mosley cache en pleine rue une missive dont il prend connaissance : Mosley s'est débarrassé du Lieutenant Hagen, afin de s'assurer que les Païens avec qui elle a sympathisé soient en sécurité. Un messager païen récupère le courrier, mais lors de son chemin pour retourner chez lui, est pris pour cible par la milice qui lui tend une embuscade. Blessé, il s'enfuit par un portail magique, par lequel Garett s'engouffre, sans équipement, avec aucune autre solution que de le poursuivre en suivant ses traces de sang dans une forêt enchantée. Il finit par rencontrer et faire alliance avec Viktoria, avec qui il a été adversaire par le passé, qui lui dit d'aller enquêter dans la tour mécaniste, le soir d'une grande réception où toute la noblesse de la ville est invitée. Après avoir traversé "La Grande voie des voleurs" - les toits de la ville - Garrett arrive trop tard à la fête organisée par les Mécanistes. Cependant, Karras ayant été absent de la soirée, des rouleaux de cuivre enregistrés sont disséminés dans les étages et lui indiquent la prochaine piste : des serviteurs mécaniques sont donnés aux familles nobles de la ville. Karras, par le biais du rouleau de son bureau, adresse personnellement un avertissement à Garrett, qu'il sait à ses trousses.
Garrett voyage vers une île à la recherche de Lotus, un Païen, qui meurt dans ses bras après avoir révélé un projet caché sous le phare, Cetus Amicus, et que l'ingénieur Frère Cavador pourra lui donner les explications. Garrett investit une base secrète dans l'île et découvre que Cetus n'est autre qu'un sous-marin. Le voleur embarque dans le Cetus, dans le but de suivre Cavador, et se retrouve dans la Cité interdite qu'il connait bien, investie par les Mécanistes. Il finit par trouver l'itinéraire de surveillance de Cavador, l'assommer et l'enlever.
Garrett effectue un repérage dans le manoir de Gervasius, pour y revenir et connaître enfin le dessein de Karras : semer la panique grâce à un gaz mortel qu'il a développé et qui sera diffusé via les masques des serviteurs mécaniques offerts aux nobles, le gaz se répandant par la suite dans la Cité pour provoquer un gigantesque génocide. Garret et Viktoria, pour sauver la Cité, n'ont d'autre choix que d'aller confronter Karras et les mécanistes, confinés dans la manufacture fondière. Garrett réussit heureusement à saboter la machinerie mécaniste, répandant le gaz à l'intérieur de la cathédrale et tuant ainsi le mécaniste tout en sauvant le reste de la ville.
Dans l'épilogue, un Gardien contacte Garrett pour lui apprendre que leurs livres avaient prédit les projets de Karras et la mort de Viktoria. Le voleur exige de connaître leurs autres prophéties.

## Système de jeu
Dark Project 2 est un jeu d'infiltration en vue à la première personne dans un environnement en trois dimensions. Il est composé de 15 missions qui prennent place dans de vastes niveaux que le joueur peut parcourir de différentes manières. Le personnage du joueur, un voleur nommé Garrett, doit remplir des objectifs définis au début de chaque mission en étant le moins visible et le moins audible possible, par exemple en évitant les zones bien éclairées et celles dont le sol est bruyant. La visibilité du personnage est représentée par une icône dans l'affichage tête haute. Le joueur doit étudier la carte du niveau, lire les documents à sa disposition et identifier la manière dont patrouillent les gardes afin de planifier ses déplacements. Il doit également être attentif à l'environnement sonore, qui permet de localiser les gardes et, le cas d'échéant, d'identifier leur niveau d'alerte.
Le jeu n'encourage pas le joueur à affronter les ennemis à l'épée, car les combats au corps à corps sont difficiles et Garrett n'a pas beaucoup de points de vie. Il peut utiliser un arc pour les abattre à distance, ou bien un gourdin pour les neutraliser sans les tuer. Si le joueur choisit le niveau de difficulté maximal, il n'a pas le droit de commettre le moindre homicide sous peine de game over, et certaines missions interdisent également d'assommer les gardes. L'arc permet de tirer des flèches spéciales afin de modifier l'environnement : les flèches à eau éteignent les torches, les flèches à mousse rendent les sols bruyants silencieux, et les flèches à corde permettent d'accéder à des zones en hauteur. Les ennemis sont le plus souvent des gardes humains, mais en fonction des niveaux, Garrett est également confronté à des automates, des caméras de sécurité et d'autres créatures. Dans toutes les missions, le joueur peut ramasser du butin qui lui sert à acheter de l'équipement au début de la mission suivante.

## Développement
Looking Glass Studios commence à travailler sur la suite de Dark Project en janvier 1999. Leur objectif est de construire sur les bases posées par le premier jeu. Le chef de projet Steve Pearsall explique que le deuxième jeu est beaucoup plus axé sur la furtivité que le premier, qui comprenait des niveaux davantage conçus comme des jeux d'exploration ou d'aventure, avec des énigmes à base de sauts et d'escalade. L'importance du combat est également revue à la baisse. Souhaitant prendre en compte les réactions des joueurs et des critiques de Dark Project, les développeurs réduisent le nombre de niveaux souterrains labyrinthiques et de monstres comme les zombies au profit d'environnements urbains et d'adversaires humains. Pearsall souligne que les joueurs ont moins apprécié les ennemis non-humains de Dark Project parce que leur comportement n'indiquait pas de manière claire s'ils avaient ou non aperçu le joueur. Dans le 2, les développeurs s'efforcent donc s'améliorer les indications sonores pour ces ennemis.
La production du jeu à proprement parler débute en février 1999. Le producteur exécutif James Poole indique que l'équipe de développement est composée à dessein pour moitié de vétérans du premier jeu et pour moitié de nouveaux venus. Une certaine harmonie relationnelle et créative fait également partie des critères de sélection, afin d'assurer des cycles de développement réguliers. Emil Pagliarulo, rédacteur en chef d'Adrenaline Vault, est embauché comme junior designer en partie grâce à sa critique positive du premier Dark Project. Deux membres de l'équipe de développement de Daikatana, un jeu Ion Storm, participent également à la conception de Dark Project 2 : Rich Carlson et Iikka Keränen. Après avoir travaillé comme contractuelle pour Looking Glass, Terri Brosius est embauchée comme designer à plein temps. L'équipe de développement est composée à un tiers de femmes, ce qui contribue à la bonne dynamique de groupe selon Pearsall. Suivant la coutume chez Looking Glass, l'équipe travaille dans un espace dépourvu de cloisons surnommé « la fosse » (« the pit ») qui rend la communication plus facile.
Au cours des premiers mois de développement, l'équipe se réunit régulièrement pour regarder des films qui correspondent au personnage de Garrett et à l'univers visuel du jeu, parmi lesquels Le Troisième Homme, Le Château de Cagliostro, M le maudit et Metropolis. D'après Pearsall, les deux derniers sont les principales influences esthétiques du jeu, tandis que l'intrigue doit beaucoup au roman Nom de la rose d'Umberto Eco. Les histoires du Cycle des épées de Fritz Leiber constituent une autre influence littéraire du scénario. Celui-ci adopte une structure en trois actes qui est censée correspondre à l'évolution de Garrett : le voleur cynique du premier acte laisse place à une sorte de détective privé dans le second, puis à un agent secret à la James Bond dans le troisième. La technologie et l'architecture de la Cité s'inspirent de Londres à l'ère victorienne, avec un côté art déco pour certaines zones afin de rappeler l'esthétique du Batman de Tim Burton. Lors de vacances en Europe, Mark Lizotte prend plus de 2 000 photos qui servent de point de départ à de nombreuses textures du jeu.
Dark Project 2 est conçu avec la troisième version du Dark Engine, le moteur de jeu du premier Dark Project et de System Shock 2. Le développement du jeu est facilité par la familiarité de l'équipe avec ce moteur, dont les mises à jour introduites pour System Shock 2 sont reprises, notamment le support des couleurs en 16 bits. Les personnages sont modélisés avec deux fois plus de polygones que dans le premier Dark Project, un soin tout particulier étant apporté aux visages. Certaines routines d'intelligence artificielle présentes dans le moteur depuis le début sont utilisées pour la première fois dans ce jeu, comme le fait que les ennemis remarquent les modifications de l'environnement (une porte ouverte au lieu d'être fermée). La météo fait son apparition, avec des effets de pluie et de brouillard. L'équipe de développement a recours au code d'un autre jeu de Looking Glass, le simulateur de vol Flight Unlimited III, pour générer le ciel et les nuages.
Dark Project 2 est annoncé à l'Electronic Entertainment Expo le 13 mai 1999 dans le cadre d'un contrat entre Looking Glass et Eidos Interactive pour la publication de quatre nouveaux jeux dans la série Dark Project, à commencer par la version Gold du premier jeu. La signature de ce contrat a eu lieu le 7 mai, trois mois environ après le début du développement de Dark Project 2. Lors du salon, une démo technique du jeu est présentée au public pour montrer les améliorations apportées au Dark Engine : des modèles avec davantage de polygones, des environnements plus vastes et l'ajout de lumières colorées. L'équipe de développement annonce son intention de proposer davantage de niveaux avec des adversaires humains dans cette suite, ainsi qu'un mode multijoueur coopératif. La sortie du jeu est alors prévue pour le printemps 2000.
La conception des niveaux du jeu est entamée au mois de juillet. L'emphase sur l'infiltration nécessite un certain renouvellement. Dans le premier jeu, les niveaux fondés sur la discrétion impliquaient le plus souvent des vols en milieu urbain. Pour la suite, les développeurs prennent soin de diversifier les missions : outre le vol, Garrett doit également s'adonner à l'enlèvement, au chantage et à l'espionnage de conversations. Les deux premiers niveaux sont conçus pour présenter aux novices les mécaniques du jeu de manière fluide, contrairement à un tutoriel susceptible de lasser les joueurs expérimentés. Durant la conception des missions, les développeurs commencent généralement par définir l'objectif du joueur avant de produire une version rudimentaire du niveau qui est ensuite évaluée par le reste de l'équipe de développement afin de déterminer si la mission sera ou non incluse dans le jeu. Le designer Randy Smith explique que pour concevoir les niveaux de Dark Project 2, les développeurs essaient d'imaginer d'abord de bonnes missions, autour desquelles ils retravaillent l'intrigue principale du jeu. C'est l'approche contraire de celle suivie pour le premier jeu, où les niveaux étaient conçus en fonction du scénario global. Smith souligne la difficulté posée par l'harmonisation de ces deux aspects.
L'habillage sonore du jeu est assuré par une équipe composée de Kemal Amarasingham, Damin Djawadi et Eric Brosius, ce dernier occupant le poste de directeur audio. Les rôles au sein de cette équipe ne sont pas particulièrement définis, chacun s'occupant de tout. Les effets sonores, les dialogues et la musique sont plus nombreux que dans le premier Dark Project. La propagation du son est simulée de la même manière que dans ce jeu, en renseignant la géométrie de chaque niveau dans une base de données distincte de l'éditeur de niveaux qui réalise une cartographie de la propagation du son dans cet environnement de manière réaliste. Ainsi, le son ne se propage à travers une porte que si elle est ouverte, et pas si elle est fermée. Grâce au système « occlusion » présent dans la version 2.0 d'EAX, l'environnement sonore de Dark Project 2 est plus réaliste et offre au joueur la possibilité d'écouter à travers les portes. La musique du jeu est conçue, comme celle du premier, comme un mélange de musique et de sons d'ambiance. Néanmoins, Eric Brosius explique que les pistes musicales de Dark Project 2 sont plus longues et plus élaborées que les boucles de quelques secondes qui formaient la bande originale du premier jeu. Selon lui, cette nouvelle méthode a des avantages, mais rend l'environnement sonore moins immersif.
Les cinématiques sont l'œuvre de Dan Thron, avec l'aide de Jennifer Hrabota-Lesser. Elles sont conçues à partir de plusieurs couches d'illustrations et des séquences filmées avec des acteurs sur fond vert, éléments qui sont assemblés et animés avec Adobe After Effects. Cette méthode remonte au premier Dark Project, pour lequel Ken Levine avait suggéré des cinématiques en motion comic. Leur style s'inspire beaucoup des films de David Lynch Eraserhead et Elephant Man.
L'abandon du mode multijoueur est annoncé en octobre 1999, l'équipe de développement ne disposant pas des ressources nécessaires pour achever de manière satisfaisante le jeu solo tout en travaillant sur ce mode. Looking Glass Studios est alors dans une situation financière critique. Marc LeBlanc rapporte par la suite que pendant les derniers mois du projet, « Eidos nous faisait un chèque chaque semaine pour éponger nos pertes ». Le coût final de développement du jeu est estimé à 2,5 millions de dollars. Eidos fait clairement comprendre au studio que le jeu doit impérativement être terminé et publié dans les temps.
Pearsall annonce en janvier que le jeu est entré en phase béta et que l'équipe de développement consacre dorénavant la majeure partie de son énergie à corriger des bugs et procéder à d'ultimes ajustements. Néanmoins, la fin du développement exige une période de crunch time, durant laquelle de nombreux testeurs d'Eidos rejoignent le projet. Par la suite, LeBlanc estime que la sortie du jeu a été précipitée et qu'il aurait dû bénéficier de davantage de temps pour être amélioré. En fin de compte, les délais sont respectés et le jeu sort le 23 mars 2000.

## Accueil
| Dark Project 2: L'Âge de métal |      |        |
| Média                          | Nat. | Notes  |
| Computer Gaming World          | US   | 4.5/5  |
| PC Gamer                       | US   | 89 %   |
| Gamekult                       | FR   | 8/10   |
| GameSpot                       | US   | 86 %   |
| GamePro                        | US   | 4/5    |
| Gen4                           | FR   | 4/5    |
| IGN                            | US   | 90 %   |
| Joystick                       | FR   | 89 %   |
| Compilations de notes          |      |        |
| Metacritic                     | US   | 87 %   |
| GameRankings                   | US   | 89,1 % |

Les ventes initiales de Dark Project 2 sont meilleures que celles du premier jeu, qui a été un succès commercial. En novembre 2000, il s'est déjà écoulé à 200 000 unités dans le monde entier. À la fin de l'année, 67 084 exemplaires sont vendus aux États-Unis, ce qui correspond à 2,37 millions de dollars de bénéfices. Le jeu obtient une certification « argent » de l'ELSPA pour 100 000 exemplaires vendus au Royaume-Uni.
La critique réserve également un bon accueil au jeu. Les magazines américains Computer Gaming World et PC Gamer considèrent que malgré ses graphismes moyens, Dark Project 2 est meilleur en tous points que son prédécesseur, avec un scénario et des niveaux de qualité. Computer Games Magazine partage le même point de vue sur la qualité des missions et des graphismes, mais souligne le caractère « phénoménal » de l'environnement sonore. L'absence de zombies, un ennemi du premier Dark Project qui agaçait beaucoup les joueurs, est saluée par PC Gamer et GameFan. GamePro et PC Zone sont plus circonspects sur les missions, qu'ils trouvent plus linéaires et moins bonnes que celles du premier opus.

## Postérité
Bien que Dark Project 2 connaisse de bonnes ventes, Looking Glass doit attendre plusieurs mois avant d'en tirer des bénéfices. L'entreprise se trouve alors dans une situation critique, plusieurs de ses jeux précédents ayant été des échecs commerciaux. Eidos signe un accord avec la direction pour un rachat, mais le désastre commercial de Daikatana, un jeu au budget de 40 millions de dollars, plonge Eidos dans sa propre crise. En fin de compte, Looking Glass ferme ses portes le 24 mai 2000. Les projets de version Gold de Dark Project 2 et d'une suite sont abandonnés. Les droits sur la propriété intellectuelle de la série sont rachetés par Eidos en 2000 et le développement d'une suite est confié à Ion Storm. Dark Project: Deadly Shadows, le troisième jeu de la série, est publié en 2004 sur PC et Xbox ; il prolonge et conclut l'histoire des deux jeux précédents. Dix ans plus tard, un reboot développé par Eidos Montréal et simplement intitulé Thief est publié sur PC, Xbox 360, PlayStation 3, Xbox One et PlayStation 4. Bien que le joueur incarne toujours un voleur nommé Garrett, il prend place plusieurs siècles après les autres jeux de la série et les factions sont absentes de l'histoire

## Contributions de la communauté
Dark Project 2 est un jeu doté d'une communauté toujours active plus de 20 ans après sa sortie, qui ont apporté plusieurs éléments majeurs à ce jeu ainsi qu'aux autres parties de la trilogie initiale.

### NewDark
NewDark est le nom d'usage donné à une mise à jour non officielle pour Dark Project 2, publiée par un contributeur anonyme dont le pseudonyme est "Le Corbeau". Elle a été déployée le 24 Septembre 2012 via un lien de téléchargement sur le forum francophone Ariane4Ever . Depuis, NewDark a été amélioré plusieurs fois. La dernière version à ce jour (1.27) est sortie le 15 juin 2019, et publiée à nouveau sur le forum francophone.
NewDark améliore l'expérience concernant le jeu en lui même, sa compatibilité avec le matériel moderne (prise en charge de la HD, des écrans 16:9, facilité d'installation du jeu sur des machines récentes, etc) mais repousse également les limites de l'éditeur de niveau DromEd, permettant aux créateurs de jouir de davantage de possibilités et de liberté dans leurs créations.
Cette mise à jour n'a toujours pas été revendiquée à ce jour, mais a été saluée par une majorité de la communauté encore active.
A noter qu'a chaque mise à jour pour Dark Project 2, une mise à jour reprenant le même esprit est publiée pour System Shock 2.

### Fan Missions
Les Fan Missions (ou FMs) sont des créations de la communauté. Ce sont des niveaux simples ou des ensembles de niveaux regroupés qui forment des campagnes. Elles laissent libre cours à son créateur, qui peut imaginer et mettre en scène l'histoire qu'il souhaite. Certaines de ces missions ont nécessité plusieurs années de travail à leur auteur, peuvent impliquer la création de nouveaux modèles 3D, d'enregistrement sonores par des acteurs, et poussent globalement le concept du jeu plus loin que ne l'avait fait Dark Project 2 lui même.
A ce jour, il existe plus de 1000 Fan Missions qui sont listées par genre sur le forum anglophone du site TTLG.com, et de manière chronologique sur le site de LadyJo, une ancienne membre active de la communauté Francophone qui est décédée, mais dont le site a été repris par d'autres membres de la communauté Francophone afin de garantir une mise à jour régulière de la base de données.
Ces missions sont distribuées gratuitement, et disponibles au téléchargement sur les différents sites dédiés à la série Dark Project. Il en existe également pour Dark Project : La Guilde des Voleurs ainsi que pour Dark Project : Deadly Shadows
Régulièrement, des concours de création de Fan Missions sont lancés par la communauté, le dernier ayant eu lieu début 2021, signe que le jeu dispose encore de joueurs et créateurs actifs.